# ベトナム史略
ベトナム史略（Việt Nam sử lược、漢字表記：越南史略）は、チャン・チョン・キムが1919年に著した歴史書。本書はクオックグーで書かれた最初の体系的なベトナム通史（仏領期以前を扱う）である。その記述は簡にして要を得つつも、蓄積があってしかも読みやすいと評価されている。1920年の初版以降、幾度も版を重ね、南ベトナムでは教科書として使われていたこともあった。

## 構成
本書はベトナムの歴史を5つの段階に区分している：
- 上古時代：鴻龐氏から南越まで。
- 北属期：南越の滅亡から呉朝まで。
- 自主時代：呉、丁、前黎、李、陳の各王朝から後黎朝（前期黎朝）まで。
- 南北分争期：莫朝から西山朝。
- 近現代：阮朝よりフランスによる植民地化まで。

## その他
キムによれば、本書に続く時代を扱った続巻を作る予定だったという。本書の後代の版にて以下のように述べている：
| 「          | 以前、本書に続く一書を書くつもりだったので多くの資料を収集した。不幸なことに丙戌年（1946年）の暮れに、ハノイで戦闘があって私の自宅が焼けて書籍も失われてしまい、諦めざるを得なかった。 | 」 |
| —p.236註189 | |    |